# Dynamo Charków (hokej na lodzie)
Dynamo Charków (ukr. Динамо Харків) – ukraiński klub hokejowy z siedzibą w Charkowie.

## Historia
Pierwotnie występował jako Dynamo w latach 1979−1992 (został założony jako dostarczyciel narybku hokejowego dla Dinamo Moskwa, wówczas występował w radzieckich rozgrywkach). Następnie 2003−2011 działał jako SDJuSSzOR Charków (SDJuSSzOR - Specjalizowana Dziecinno-Juniorska Sportowa Szkoła Olimpijskich Rezerw). W latach 2002–2004 nazywał się SDJuSSzOR-Barwinok Charków (ukr. «СДЮСШОР-Барвінок» Харків).
W sezonie 1999/00 i w latach 2002-2005 zespół Dynama występował w ukraińskiej Wyższej Lidze ukraińskiej. Od 2008 drużyna działała pod nazwą Charkiwśki Akuły. W sezonie 2011/2012 brała udział w rozgrywkach Profesionalna Chokejna Liha. W 2012 powrócono do nazwy Dynamo. Od 2011 do 2013 trenerem klubu był Dmytro Jakuszyn.
W 2017 zespół MHK Dynamo został zatwierdzony do uczestnictwa w sezonie UHL 2017/2018. Latem 2017 trenerem był Wadym Hajdamaka, a pod koniec sierpnia powołano nowy sztab trenerski, w którym głównym trenerem został Denys Pazyj, jego asystentem Wiktor Torianyk, a szkoleniowcem bramkarzy Ołeksandr Charytonow. Na początku września 2017 głównym trenerem Dynama został mianowany Aleksandr Sieukand. W połowie 2018 do sztabu trenerskiego wszedł Ołeksandr Panczenko. Pod koniec listopada 2018 ze stanowiska trenera ustąpił Sieukand, a wkrótce potem nowym głównym trenerem został Ołeksandr Kułykow. Na początku 2019 Panczenko został zdyskwalifikowany przez Federację Hokeja Ukrainy na czas do końca sezonu 2017/2019 oraz na cały sezon 2019/2020 za uderzenie sędziego podczas meczów zespołu z Charkowa rocznika 2002/2003. W sierpniu 2019 Panczenko został mianowany głównym trenerem MHK Dynamo Charków.
W trakcie rozgrywek UHL 2021/2022 kluby Donbas Donieck i HK Kramatorsk zostały oskarżone o oszustwa dotyczące składów drużyn m.in. polegające na umożliwianiu gry zawieszonym zawodnikom, w związku z tym 25 listopada 2021 władze UHL zawiesiły oba kluby, po czym ich władze ogłosiły odejście z rozgrywek i utworzenie nowej ligi  Ukraińska Hokejowa Super Liga), do której dołączyły też trzej inni uczestnicy UHL: HK Mariupol, Biłyj Bars Biała Cerkiew, Sokił Kijów, a poza tym także Dynamo Charków i Altajir Drużkiwka. Ostatecznie drużyna Dynama nie uczestniczyła w rozgrywkach.

## Sukcesy
- Złoty medal radzieckiej wyższej ligi: 1986
- Srebrny medal mistrzostw Ukrainy: 2003